# Ninalaid
Ninalaid är en obebodd ö utanför Dagös nordvästra strand i Estland. Den ligger i Hiiu kommun i Hiiumaa (Dagö), 140 km väster om huvudstaden Tallinn. Arean är fem hektar.
Den ligger 400 meter utanför udden Ninaots på halvön Ninametsa poolsaar där också samhället Hohenholm är beläget. Ninalaid och Ninaots skiljer viken Reigi laht i nordost från Paope laht i sydväst. Omkring 10 kilometer ut i havet ligger undervattensgrundet Näckmansgrund (estniska: Hiiu madal) och 2,5 km sydväst ligger ön Külalaid.   
Terrängen på Ninalaid är mycket platt. Öns högsta punkt är 2 meter över havet. Den sträcker sig 0,4 kilometer i nord-sydlig riktning, och 0,7 kilometer i öst-västlig riktning.